# Mistrovství světa v hokejbalu do 18 let
Mistrovství světa v hokejbalu do 18 let pořádá organizace ISBHF. Největšími favority jsou Kanaďané, Slováci a Češi, ale také Američané, kteří při první účasti dokázali porazit Kanadu. Mistrovství světa v hokejbalu do 18 let se zatím pořádalo pouze v Česku a Slovensku. V roce 2016 bude mistrovství pořádat Velká Británie.

## U18
|      | Rok  | Místo                      | zlato     | stříbro   | bronz     |
| ---- | ---- | -------------------------- | --------- | --------- | --------- |
| I.   | 2008 | Zvolen (Slovensko)         | Kanada    | Česko     | Slovensko |
| II.  | 2010 | Most (Česko)               | Slovensko | Kanada    | Česko     |
| III. | 2012 | Písek (Česko)              | Kanada    | Slovensko | Česko     |
| IV.  | 2014 | Bratislava (Slovensko)     | Slovensko | Česko     | USA       |
| V.   | 2016 | Sheffield (Velká Británie) | Kanada    | Slovensko | Česko     |

| Poř. | Země      | Zlatá medaile | Stříbrná medaile | Bronzová medaile | Celkem |
| ---- | --------- | ------------- | ---------------- | ---------------- | ------ |
| 1    | Kanada    | 3             | 1                | 0                | 4      |
| 2    | Slovensko | 2             | 2                | 1                | 5      |
| 3    | Česko     | 0             | 2                | 3                | 5      |
| 4    | USA       | 0             | 0                | 1                | 1      |

### 2008 - 2016
| Země            | 08 | 10 | 12 | 14 | 16 |
| --------------- | -- | -- | -- | -- | -- |
| Česko           | 2  | 3  | 3  | 2  | 3  |
| Finsko          | 5  | –  | –  | –  | –  |
| Kanada          | 1  | 2  | 1  | 4  | 1  |
| Rakousko        | 6  | –  | –  | –  | –  |
| Slovensko       | 3  | 1  | 2  | 1  | 2  |
| Švýcarsko       | 4  | 4  | 4  | 5  | 5  |
| USA             | –  | –  | –  | 3  | 4  |
| Velká Británie  | –  | –  | –  | 6  | 6  |
|                 |    |    |    |    |    |
| Počet účastníků | 6  | 4  | 4  | 6  | 6  |